# Behaim (cràter)
Behaim és un cràter d'impacte lunar que es troba prop de l'extrem oriental de la Lluna, just al sud del cràter Ansgarius. Al sud de Behaim es troba el cràter Hecataeus, i a l'est-sud-est es localitza Gibbs.
Les parets interiors al llarg de la vora de Behaim encara mostren rastres d'antigues terrasses desgastades. La vora ha rebut una quantitat insignificant de desgast de bombardeig posterior, però no descriu una forma circular a causa d'una protuberància cap a l'interior al llarg de la paret nord. El cràter té un pic central notable en el punt mitjà del sòl interior. Una característica esquerda similar creua el bord sud i continua cap al sud.

## Cràters satèl·lit
Per convenció aquests elements són identificats en els mapes lunars posant la lletra en el costat del punt mitjà del cràter que està més prop de Behaim.
|        | \| Behaim \| Coordenades \| Diàmetre \| \| ------ \| ------------------------------------ \| -------- \| \| B \| 16° 06′ S, 76° 48′ E / 16.1°S,76.8°E \| 24 km \| \| Ba \| 16° 24′ S, 76° 00′ E / 16.4°S,76.0°E \| 14 km \| \| C \| 16° 42′ S, 77° 48′ E / 16.7°S,77.8°E \| 13 km \| \| N \| 16° 06′ S, 73° 30′ E / 16.1°S,73.5°E \| 9 km \| \| S \| 16° 36′ S, 81° 24′ E / 16.6°S,81.4°E \| 25 km \| \| T \| 16° 06′ S, 81° 18′ E / 16.1°S,81.3°E \| 11 km \| |          |
| Behaim | Coordenades | Diàmetre |
| B      | 16° 06′ S, 76° 48′ E / 16.1°S,76.8°E | 24 km    |
| Ba     | 16° 24′ S, 76° 00′ E / 16.4°S,76.0°E | 14 km    |
| C      | 16° 42′ S, 77° 48′ E / 16.7°S,77.8°E | 13 km    |
| N      | 16° 06′ S, 73° 30′ E / 16.1°S,73.5°E | 9 km     |
| S      | 16° 36′ S, 81° 24′ E / 16.6°S,81.4°E | 25 km    |
| T      | 16° 06′ S, 81° 18′ E / 16.1°S,81.3°E | 11 km    |